# Bedřich Procházka (motorista)
Bedřich Procházka (uváděn též Prochaska či Procháska, 19. února 1857 Praha – 3. prosince 1946) byl český podnikatel, velkostatkář a motorista, majitel prodejního obchodu První český průmysl automobilový, prvního a ve své době největšího autosalonu v Praze. Sám byl rovněž vlastníkem několika vozidel a nadšeným jezdcem. Jeho dcera Olga Procházková-Sedláčková se roku 1905 stala první Češkou, která obdržela řidičský průkaz.

## Život

### Mládí
Narodil se v Praze do rodině sládka Aloise Procházky a jeho ženy Marie, rozené Friedrichové. Roku 1887 se v Praze oženil s Olgou Zvěřinovou a založili spolu rodinu.

### Podnikatel

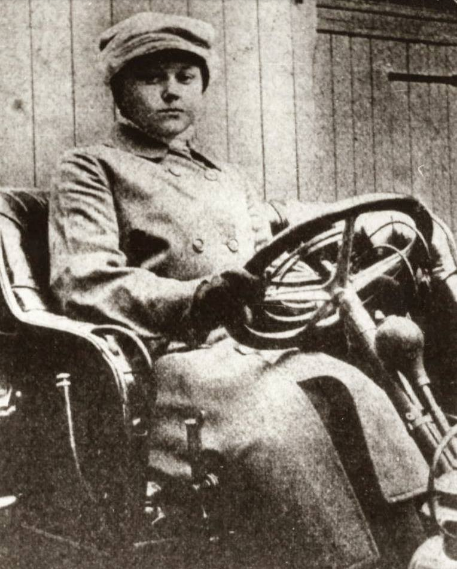
Dcera Olga Procházková

Procházka nejprve obhospodařoval pozemky v Nuslích, roku 1890 pak se svou ženou zakoupili od Tomáše Welze mladšího pozemky velkostatku v Horních Měcholupech a Petrovicích nedaleko Prahy. Zde jako technický nadšenec inicioval zřízení mechanizovaného provozu mlékárny a založení firmy První elektrická mlékárna Horní Měcholupy. Závod zpracovávající kravské i kozí mléko produkoval také další mléčné výrobky, jako sýry nebo potraviny určené dětem. Mlékárna zřídila svou prodejnu v prostorách domu č.p. 112/II ve Spálené ulici na Novém Městě.

### Motosalon B. Prochaska
Bedřich Procházka byl nadšeným motoristou a propagátorem tohoto nového sportovního odvětví prudce se rozvíjejícího od 90. let 19. století. Podnikání mu navíc zajistilo potřebné finanční zázemí. Okolo roku 1900 se stal jedním z prvních majitelů osobního automobilu v Čechách, následně jich zakoupil víc a podnikl s nimi několik dálkových jízd. 

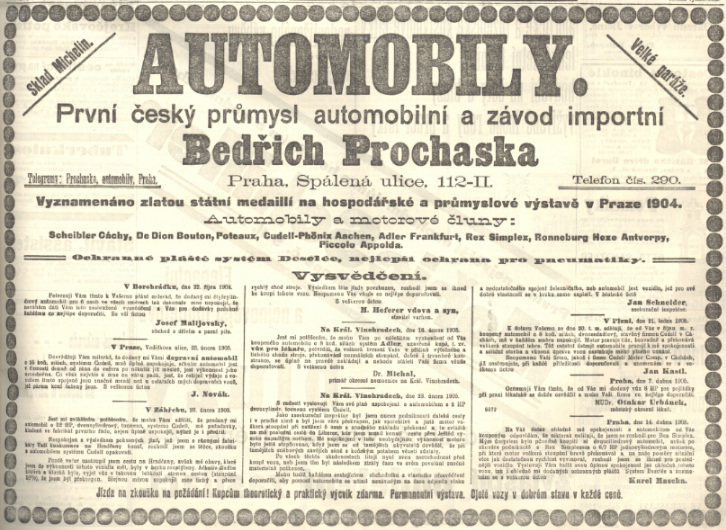
Reklama firmy B. Prochaska v Národních listech, 23.4. 1905

Posléze otevřel v prostorách prodejny své mlékárny pobočku své firmy První automobilový závod český. Jednalo se o specializovaný motoristický salon s velkými prosklenými výklady a velkorysou prodejní plochou 160 m², zabývající se prodejem motocyklů a automobilů. Výhradní zastoupení zde měly například české motoristické závody Laurin & Klement z Mladé Boleslavi či továrna na motocykly Viléma Michla sídlící ve Slaném. K dostání zde byly také zahraniční modely motocyklů, motorových člunů a vozů, zejména německé či francouzské výroby, ale také například pneumatiky značek Michelin či Miskolczy nebo autodíly. Firma se účastnila hospodářské výstavy v Průmyslovém paláci v Holešovicích roku 1904 a byla zde také oceněna.

### Jezdec
Jako dálkový jezdec vykonal Bedřich Procházka na jaře roku 1907 se svým automobilem rakouské značky Gräf & Stift typ 32 k. s. trasu po Balkáně dlouhou přes 600 kilometrů, vedoucí z Lublaně, přes Cetinji do Podgorice (po tehdejším celistvém území Rakouska-Uherska). Dobový tisk uvedl, že byl prvním, který do Podgorice, hlavního města historického území Černé Hory přivezl automobil.
Dcera Olga tak již od útlého věku přicházela s motorovými vozidly do styku a díky otci si též vyzkoušela jejich řízení. V roce 1905 se pak stala historicky první Češkou, a zároveň první ženou v českých zemích, která získala oficiální řidičské oprávnění. V době jeho udělení jí bylo pouhých šestnáct let, byla tedy pod hranicí zletilosti.

### Úmrtí
Bedřich Procházka zemřel v Roztokách 3. prosince 1946.

### Rodinný život
Bedřich Procházka se v pražském kostele u Matky Boží před Svatým Týnem 19. dubna 1887 oženil s Olgou, rozenou Zvěřinovou (1866–???). Měli spolu celkem čtyři děti: Bedřicha (zemřel v dětství), Olgu, Helenu a Terezii. Bedřich a Olga se narodili v Praze, Helena a Terezie v Liběšicích. Dcera Olga se provdala za Františka Sedláčka (1879–1931), úředníka banky Slavia.